# Evan Girard
Evan Girard (* 1993 in Oxbow) ist ein kanadischer Biathlet.
Evan Girard lebt in Saskatoon, trainiert in Canmore und studiert an der University of Saskatchewan. Im Whistler Olympic Park in Whistler hatte der Athlet der Rocky Mountain Racers bei den Nordamerikanischen Meisterschaften im Biathlon 2013 seine ersten Einsätze bei einer kontinentalen Meisterschaft. Dafür qualifizierte er sich mit dem Titel im Sprint bei den Saskatchewan Biathlon Championships. In Sprint und Verfolgungsrennen wurde er 24., im Massenstartrennen 22. In der Gesamtwertung des Biathlon-NorAm-Cup 2012/13 wurde Burlingame 52.